# Bhután címere

Bhután címere

Bhután címere egy korong alakú pajzs, középen a mennydörgést megtestesítő aranysárga vadzsra jelképével, amelyet két oldalt egy-egy sárkány vesz körül. A pajzs felső részén a buddhizmus egyik jelképe, a hármas drágakő, az alsó részén, a vadzsra alatt pedig egy lótusz helyezkedik el. A címer a hatalmat és a harmóniát jelképezi.